# Eremippus heimahoensis
Eremippus heimahoensis är en insektsart som beskrevs av Zheng, Z. och Hang 1974. Eremippus heimahoensis ingår i släktet Eremippus och familjen gräshoppor. Inga underarter finns listade i Catalogue of Life.